# NGC 1159
NGC 1159 est une galaxie spirale naine située dans la constellation de Persée. NGC 1159 a été découverte par l'astronome français Édouard Stephan en 1883.

## Caractéristiques
Le site de SEDS indique que cette galaxie est de type lenticulaire, mais d'après la base de données NASA/IPAC, elle serait de type spirale selon les observations du télescope spatial Hubble. Le site de LEDA précise même qu'il s'agit d'un galaxie de type morphologique Sc et le professeur Seligman en fait même une spirale barrée.
NGC 1159 présente une large raie HI.
En raison d'une brillance de surface égale à 11,75  mag/am2, on peut qualifier NGC 1159 de galaxie présentant une brillance de surface élevée.

### Distance
Sa vitesse par rapport au fond diffus cosmologique est de 2 457 ± 13 km/s, ce qui correspond à une distance de Hubble de 36,23 ± 2,54 Mpc (∼118 millions d'al).
À ce jour, une mesure non basée sur le décalage vers le rouge (redshift) donne une distance d'environ 19,300 Mpc (∼62,9 millions d'al). Cette valeur est loin à l'extérieur des valeurs de la distance de Hubble.